# Knox (Maine)
Knox ist eine Town im Waldo County des Bundesstaates Maine in den Vereinigten Staaten. Im Jahr 2020 lebten dort 811 Einwohner in 381 Haushalten auf einer Fläche von 75,55 km².

## Geographie
Nach dem United States Census Bureau hat Knox eine Gesamtfläche von 75,55 km², von der 75,03 km² Land sind und 0,52 km² aus Gewässern bestehen.

### Geographische Lage
Knox liegt zentral im Waldo County. Mehrere kleinere Seen befinden sich auf dem Gebiet, wie der Mixer Pond und der Dutton Pond im Südosten. Die Oberfläche ist leicht hügelig, der 304 m hohe Aborn Hill ist die höchste Erhebung in dem Gebiet.

### Nachbargemeinden
Alle Entfernungen sind als Luftlinien zwischen den offiziellen Koordinaten der Orte aus der Volkszählung 2010 angegeben.
- Norden: Thorndike, 8,6 km
- Nordosten: Jackson, 12,4 km
- Osten: Brooks, 7,8 km
- Südosten: Waldo, 11,4 km
- Süden: Morrill, 10,6 km
- Südwesten: Montville, 11,0 km
- Westen: Freedom, 11,6 km
- Nordwesten: Unity, 12,9 km

### Stadtgliederung
In Knox gibt es sieben Siedlungsgebiete: East Knox, Fosters Corner, Knox Center, Knox Corner, Knox Ledge Corner, Knox Station und Ray Corner.

### Klima
Die mittlere Durchschnittstemperatur in Knox liegt zwischen −7,8 °C (18 °F) im Januar und 20,0 °C (68 °F) im Juli. Damit ist der Ort gegenüber dem langjährigen Mittel der USA um etwa 9 Grad kühler. Die Schneefälle zwischen Oktober und Mai liegen mit bis zu zweieinhalb Metern mehr als doppelt so hoch wie die mittlere Schneehöhe in den USA; die tägliche Sonnenscheindauer liegt am unteren Rand des Wertespektrums der USA.

## Geschichte
Das Gebiet von Knox gehörte zum Grant des Waldo Patents, zuvor Muscongus Patent. Knox wurde am 12. Februar 1819 als Town organisiert. Zuvor war das Gebiet als Knox Plantation organisiert. Teile von Thorndike wurden im Jahr 1831 hinzugenommen und Teile von Montville im Jahr 1833.
Benannt wurde die Town nach Henry Knox, dem späteren Besitzer des Waldo Patents.

### Einwohnerentwicklung
| Volkszählungsergebnisse – Town of Knox, Maine | Volkszählungsergebnisse – Town of Knox, Maine | Volkszählungsergebnisse – Town of Knox, Maine | Volkszählungsergebnisse – Town of Knox, Maine | Volkszählungsergebnisse – Town of Knox, Maine | Volkszählungsergebnisse – Town of Knox, Maine | Volkszählungsergebnisse – Town of Knox, Maine | Volkszählungsergebnisse – Town of Knox, Maine | Volkszählungsergebnisse – Town of Knox, Maine | Volkszählungsergebnisse – Town of Knox, Maine | Volkszählungsergebnisse – Town of Knox, Maine |
| Jahr                                          | 1800                                          | 1810                                          | 1820                                          | 1830                                          | 1840                                          | 1850                                          | 1860                                          | 1870                                          | 1880                                          | 1890                                          |
| --------------------------------------------- | --------------------------------------------- | --------------------------------------------- | --------------------------------------------- | --------------------------------------------- | --------------------------------------------- | --------------------------------------------- | --------------------------------------------- | --------------------------------------------- | --------------------------------------------- | --------------------------------------------- |
| Einwohner                                     |                                               | 414                                           | 560                                           | 666                                           | 897                                           | 1102                                          | 1074                                          | 889                                           | 852                                           | 657                                           |
| Jahr                                          | 1900                                          | 1910                                          | 1920                                          | 1930                                          | 1940                                          | 1950                                          | 1960                                          | 1970                                          | 1980                                          | 1990                                          |
| Einwohner                                     | 558                                           | 511                                           | 532                                           | 509                                           | 471                                           | 445                                           | 439                                           | 443                                           | 558                                           | 681                                           |
| Jahr                                          | 2000                                          | 2010                                          | 2020                                          | 2030                                          | 2040                                          | 2050                                          | 2060                                          | 2070                                          | 2080                                          | 2090                                          |
| Einwohner                                     | 747                                           | 806                                           | 811                                           |                                               |                                               |                                               |                                               |                                               |                                               |                                               |

## Wirtschaft und Infrastruktur

### Verkehr
Die Maine State Route 220 verläuft in nordsüdlicher Richtung durch das Gebiet. Sie wird von der Maine State Route 137 gekreuzt.

### Öffentliche Einrichtungen
Es gibt keine medizinischen Einrichtungen in Knox. Die nächstgelegenen befinden sich in Belfast.
In Knox gibt es keine Bücherei. Die nächstgelegene befindet sich in Belfast.

### Bildung
Knox gehört mit Brooks, Freedom, Jackson, Liberty, Monroe, Montville, Thorndike, Troy, Unity und Waldo zur RSU #3.
Im Schulbezirk werden folgende Schulen angeboten:
- Monroe Elementary School in Monroe
- Morse Memorial Elementary School in Brooks
- Mount View Elementary in Thorndike
- Mount View Middle School in Thorndike
- Mount View High School in Thorndike
- Troy Elementary in Troy
- Unity School in Unity
- Walker Elementary in Liberty